# Supercoppa di Germania 2010
La Supercoppa di Germania 2010 (ufficialmente DFL-Supercup 2010) è stata l'undicesima edizione della Supercoppa di Germania, la prima organizzata dalla DFL a 14 anni di distanza dall'ultima edizione ufficiale precedentemente disputata.
Si è svolta il 7 agosto 2010 alla Impuls Arena di Augusta tra il Bayern Monaco, vincitore della Bundesliga 2009-2010 e della Coppa di Germania 2009-2010, e lo Schalke 04, secondo classificato nella Bundesliga 2009-2010.
A conquistare il titolo è stato il Bayern Monaco che ha vinto per 2-0 con reti di Thomas Müller e Miroslav Klose.

## Partecipanti
| Squadre       | Qualificazione                                                           | Partecipazioni precedenti (il grassetto indica la vittoria) |
| ------------- | ------------------------------------------------------------------------ | ----------------------------------------------------------- |
| Bayern Monaco | Vincitore della Bundesliga 2009-2010 e della Coppa di Germania 2009-2010 | 4 (1987, 1989, 1990, 1994)                                  |
| Schalke 04    | Secondo classificato nella Bundesliga 2009-2010                          | Nessuna                                                     |

## Tabellino
| Arbitro: | Gräfe (Berlino) |

|                      |           |  |
| Müller 75’ Klose 81’ | Marcatori |  |

| Bayern Monaco | Schalke 04 |

### Formazioni
| Bayern Monaco:  |    |                        |     |     |
|                 |    |                        |     |     |
| P               | 35 | Thomas Kraft           |     |     |
| D               | 21 | Philipp Lahm (c)       |     |     |
| D               | 6  | Martín Demichelis      |     | 71’ |
| D               | 28 | Holger Badstuber       |     |     |
| D               | 26 | Diego Contento         |     |     |
| C               | 31 | Bastian Schweinsteiger |     | 59’ |
| C               | 23 | Danijel Pranjić        |     |     |
| C               | 8  | Hamit Altıntop         |     | 69’ |
| C               | 11 | Ivica Olić             |     |     |
| A               | 25 | Thomas Müller          |     |     |
| A               | 18 | Miroslav Klose         |     |     |
| A disposizione: |    |                        |     |     |
| P               | 1  | Hans-Jörg Butt         |     |     |
| D               | 16 | Andreas Ottl           | 77’ | 59’ |
| C               | 20 | José Ernesto Sosa      |     | 71’ |
| C               | 44 | Anatolij Tymoščuk      |     | 69’ |
| Allenatore:     |    |                        |     |     |
| Louis van Gaal  |    |                        |     |     |

| Schalke 04:     |    |                       |     |     |
|                 |    |                       |     |     |
| P               | 1  | Manuel Neuer (c)      |     |     |
| D               | 22 | Atsuto Uchida         |     |     |
| D               | 4  | Benedikt Höwedes      |     |     |
| D               | 21 | Christoph Metzelder   |     |     |
| D               | 13 | Lukas Schmitz         |     | 46’ |
| C               | 32 | Joël Matip            |     |     |
| C               | 12 | Peer Kluge            |     | 46’ |
| C               | 10 | Ivan Rakitić          |     |     |
| C               | 31 | Jefferson Farfán      |     |     |
| A               | 7  | Raúl                  |     |     |
| A               | 9  | Edu                   |     |     |
| A disposizione: |    |                       |     |     |
| P               | 33 | Mathias Schober       |     |     |
| D               | 3  | Sergio Escudero       |     | 46’ |
| D               | 14 | Kyriakos Papadopoulos |     |     |
| C               | 8  | Hao Junmin            |     |     |
| C               | 11 | Alexander Baumjohann  |     |     |
| C               | 28 | Christoph Moritz      | 87’ | 46’ |
| A               | 26 | Erik Jendrišek        |     |     |
| Allenatore:     |    |                       |     |     |
| Felix Magath    |    |                       |     |     |